# Дыши со мной
«Дыши со мной», другое название «Она» — российский драматический телевизионный сериал 2009 года, снятый по сценарию Анны Аносовой киностудией «Всемирные русские студии».
Премьера состоялась на телеканале «Россия-1» 9 августа 2010 года.

## Сюжет
Игорь — уважаемый профессор математики и счастливый семьянин. У него прекрасная дочка и красавица-жена Лана, готовая сделать всё ради любимого мужа. Но Игорь уже не чувствует домашнего очага и не верит в семейное счастье. Всё потому, что он влюблён в уверенную в себе, красивую женщину по имени Карина, которая к тому же младше него на несколько лет. Она — настоящая соблазнительница, переманившая его от жены, которой безумно приятно, что выбор Игоря пал именно на неё.
Будучи уверенным в правильном выборе, Игорь уходит из семьи, разрушая многолетние семейные отношения, построенные ещё со времен студенчества. Всё то, чем раньше жила Лана, меняется. Она чувствует себя раздавлено, но находит силы для того, чтобы начать новую жизнь, став более уверенной и независимой.
Отношения Карины и Игоря доходят до своего апогея — мужчина предлагает руку и сердце, однако девушке этого совсем не надо — она вполне довольствуется ролью любовницы, хотя раньше ей было неприятно осознавать, что Игорь женатый мужчина. Кроме того, на горизонте появляется новый мужчина — молодой и привлекательный Пётр, фотограф и режиссёр, подающий большие надежды. Карина безумно увлечена Петром и хочет его завоевать, но он не из числа мужчин, бегающих за каждой встречной юбкой. По совпадению, в то время как союз Ланы и Игоря рушится, Лана и Карина встречают Петра. Лане он тоже нравится, но раны ещё не зажили, и она не торопится бросаться в бурный роман. Пётр же, наоборот, не представляет себе жизнь без Ланы, и отдаёт место в своём сердце только ей одной. Теперь Лана и Карина становятся соперницами, но чтобы узнать это, им ещё придётся через многое пройти.

## В ролях
- Наталия Антонова — Лана
- Виталий Егоров — Игорь
- Наталья Рудова — Карина
- Антон Макарский — Пётр
- Алёна Биккулова — Надя
- Артур Ваха — Вадим
- Наталья Ткаченко — Тамара
- Алексей Осипов — прораб Сергей
- Людмила Чурсина — Нина Ивановна
- Татьяна Иванова — Ольга Сергеевна
- Кирилл Жандаров — Женя

## Съёмки
Съёмки велись в Санкт-Петербурге, и его пригородах — Репино, Зеленогорске; павильонные на киностудии «Русские всемирные студии» в северной столице.

## Саундтрек
Заглавную песню к сериалу, написанную продюсером Максом Фадеевым, исполнила группа «Серебро». «Дыши со мной» — оригинальная песня группы, выбранная создателями телесериала в качестве главного саундтрека и давшая телесериалу его название, под которым он вышел в эфир.

## Награды
Команда, работавшая над созданием сериала, была отмечена в номинациях национальной премии «Золотой носорог». Актриса Наталья Антонова была удостоена приза за лучшую женскую роль.

## Мировой релиз
- Россия — 9 августа 2010 года
- Украина — 16 мая 2010 года